# 通化市靖宇中学

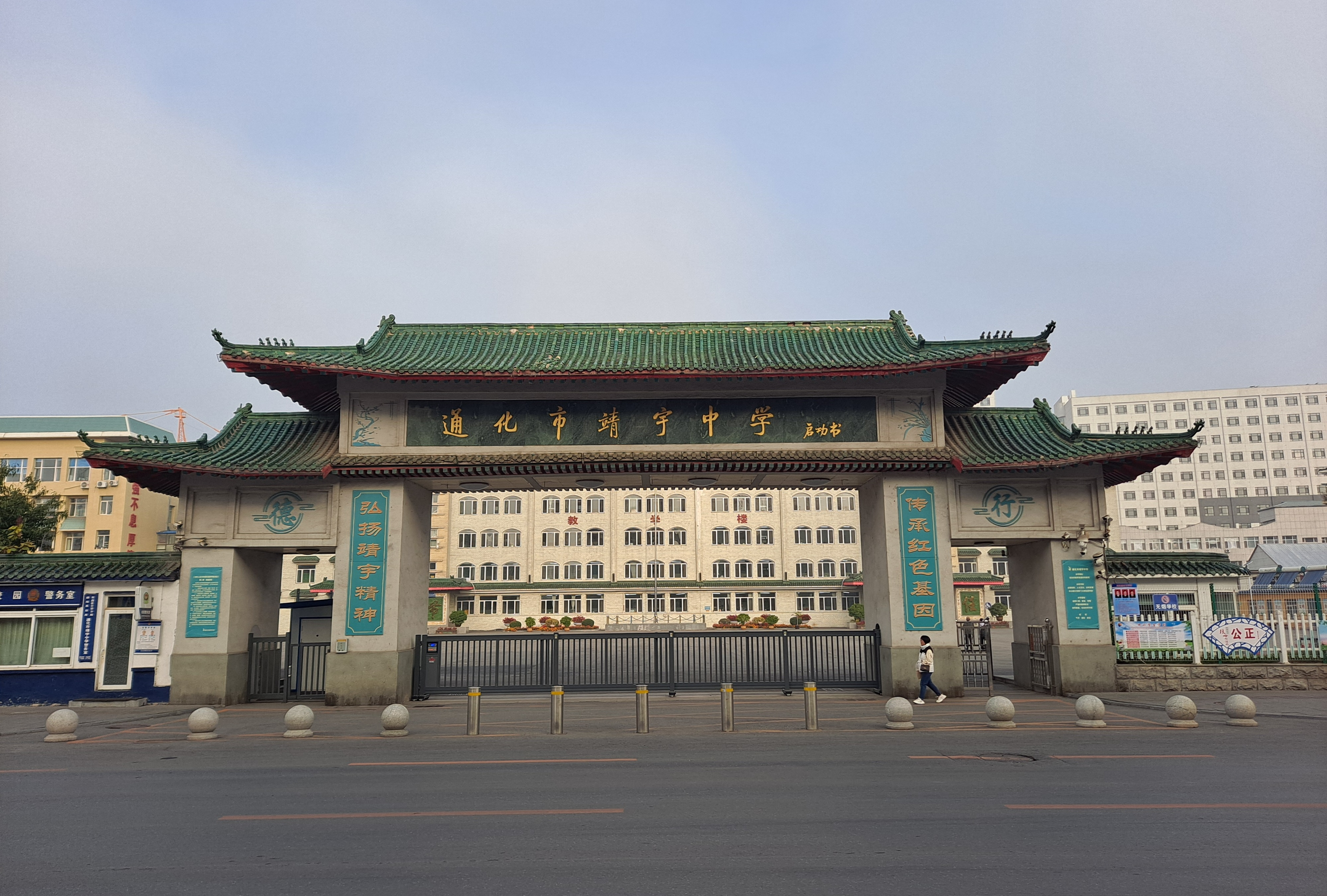
通化市靖宇中学

通化市靖宇中学，原名通化市第三中学（简称通化三中），是吉林省通化市的一所普通高级中学。始建于1956年，1978年被指定为省重点中学。1986年为纪念杨靖宇改名为靖宇中学，同年全校师生迁入新校址：建设大街3341号。校园占地面积15,600平方米，建筑面积10,522平方米。